# Cratere Al-Khwarizmi
Al-Khwarizmi è un cratere lunare di 56,25 km situato nella parte nord-occidentale della faccia nascosta della Luna.
Il cratere è dedicato all'astronomo persiano Muḥammad ibn Mūsā al-Khwārizmī.

## Crateri correlati
Alcuni crateri minori situati in prossimità di Al-Khwarizmi sono convenzionalmente identificati, sulle mappe lunari, attraverso una lettera associata al nome.
| Al-Khwarizmi | Coordinate            | Diametro (in km) |
| ------------ | --------------------- | ---------------- |
| B            | 9°05′24″N 107°55′12″E | 59,06            |
| G            | 6°45′36″N 107°21′00″E | 102,83           |
| H            | 5°51′00″N 109°46′12″E | 49,72            |
| J            | 6°11′24″N 108°08′24″E | 44,68            |
| K            | 4°30′N 108°09′E       | 22,36            |
| L            | 3°46′12″N 107°53′24″E | 35,51            |
| M            | 3°03′00″N 107°26′24″E | 16,4             |
| T            | 7°03′36″N 104°57′36″E | 14,05            |